# 아파치 라이선스
아파치 라이선스(영어: Apache License)는 아파치 소프트웨어 재단에서 자체적으로 만든 소프트웨어에 대한 라이선스 규정이다.
아파치 라이선스 (2.0 기준)은 누구나 해당 소프트웨어에서 파생된 프로그램을 제작할 수 있으며 저작권을 양도, 전송할 수 있는 라이선스 규정을 의미한다. 아파치 라이선스에 따르면 누구든 자유롭게 아파치 소프트웨어를 다운 받아 부분 혹은 전체를 개인적 혹은 상업적 목적으로 이용할 수 있으며 재배포시에는 원본 소스 코드 또는 수정한 소스 코드를 반드시 포함시켜야 하는 것은 아니고 아파치 라이선스 버전 및 표기는 반드시 포함하도록 함으로써 아파치 라이선스로 개발된 소프트웨어라는 것을 명확하게 밝혀야 한다는 점에서 보다 유연하고 매끄러운 법적 효과를 기술하고 있다. 이로써 GNU GPL과의 호환도 가능하다.

## 역사

### 버전 1.1
아파치 라이선스 1.1은 2000년에 ASF에 의해 승인되었다. 1.0 라이선스와의 주된 변경사항은 "광고절"에 있다. (1.0 라이선스의 제3항): 파생 제품은 더 이상 홍보 자료에 출처를 밝힐 필요는 없으나 문서에만 밝혀도 된다.

### 버전 2.0
ASF는 2004년 1월 아파치 라이선스 2.0을 채택하였다.

## 사용 예
오픈 소스 이니셔티브에 게시된 아파치 라이선스 및 예시
| 원문(영어) | 번역 예시 |
| To apply the Apache License to your work, attach the following boilerplate notice, with the fields enclosed by brackets "[]" replaced with your own identifying information. (Don't include the brackets!) The text should be enclosed in the appropriate comment syntax for the file format. We also recommend that a file or class name and description of purpose be included on the same "printed page" as the copyright notice for easier identification within third-party archives.                                                                                       | (예시) 작업에 Apache 라이선스를 적용하려면 대괄호 "[]"로 묶인 필드를 자신의 식별 정보로 대체하여 다음 상용구 고지를 첨부하십시오. (대괄호를 포함하지 마십시오!) 텍스트는 파일 형식에 대한 적절한 주석 구문으로 묶어야 합니다. 또한 파일 또는 클래스 이름과 목적 설명을 제3자 아카이브 내에서 쉽게 식별할 수 있도록 저작권 표시와 동일한 "인쇄된 페이지"에 포함할 것을 권장합니다. |
| Copyright [yyyy] [name of copyright owner] Licensed under the Apache License, Version 2.0 (the "License"); you may not use this file except in compliance with the License. You may obtain a copy of the License at http://www.apache.org/licenses/LICENSE-2.0 Unless required by applicable law or agreed to in writing, software distributed under the License is distributed on an "AS IS" BASIS, WITHOUT WARRANTIES OR CONDITIONS OF ANY KIND, either express or implied. See the License for the specific language governing permissions and limitations under the License. | 저작권 [yyyy] [저작권 소유자 이름] 아파치 라이선스 버전 2.0(라이선스)에 따라 라이선스가 부여됩니다. 라이선스를 준수하지 않는 한 이 파일을 사용할 수 없습니다. 다음에서 라이선스 사본을 얻을 수 있습니다. http://www.apache.org/licenses/LICENSE-2.0 관련 법률에서 요구하거나 서면으로 동의하지 않는 한 소프트웨어 라이선스에 따라 배포되는 것은 '있는 그대로' 배포되며, 명시적이든 묵시적이든 어떠한 종류의 보증이나 조건도 제공하지 않습니다. 라이선스에 따른 권한 및 제한 사항을 관리하는 특정 언어는 라이선스를 참조하십시오. |

## AS IS
BSD 라이선스, MIT 라이선스와 함께 아파치 라이선스는 'as is'의 대표적인 EULA(최종사용자라이선스동의서)중 하나이다.
| 'as is'              |
| (예시) '있는 그대로' |

'as is'(있는 그대로)는 미국을 비롯해서 세게 각지에서 사용되는 법적 용어로서 사용자가 사용하려는 대상에 대해 제공자는 '명시적이든 묵시적이든 어떠한 종류의 보증이나 조건도 제공하지 않는다'는 점을 의도하는 문맥상 어구이다. 이로써 최종사용자는 사용자가 의도하는 이익에 따르는 예기치 않는 손해도 감수해야한다는 점을 심사숙고해야한다.

## 같이 보기
- 모질라 공용 허가서(MPL)